# نورما دونالدسون
نورما دونالدسون (بالإنجليزية: Norma Donaldson)‏ هي مغنية وممثلة أمريكية، ولدت في 18 أغسطس 1928 في نيويورك في الولايات المتحدة، وتوفيت في 22 نوفمبر 1994 في لوس أنجلوس في الولايات المتحدة بسبب سرطان.

## وصلات خارجية
- نورما دونالدسون على موقع IMDb (الإنجليزية)
- نورما دونالدسون على موقع قاعدة بيانات برودواي على الإنترنت (الإنجليزية)
- نورما دونالدسون على موقع قاعدة بيانات الفيلم (الإنجليزية)